# USS Haddock (SS-231)
USS Haddock (SS-231) – amerykański okręt podwodny typu Gato, pierwszego masowo produkowanego wojennego typu amerykańskich okrętów podwodnych.